# NGC 508
NGC 508 (други обозначения – UGC 939, MCG 5-4-45, ZWG 502.68, ARP 229, VV 207, PGC 5099) е елиптична галактика (E) в съзвездието Риби.
Обектът присъства в оригиналната редакция на „Нов общ каталог“.